# Vinalesa
Vinalesa è un comune spagnolo di 3 123 abitanti situato nella comunità autonoma Valenciana.